# كتمة (نبات)
كتمة أو القَتَم أو الكَتَم أو المرسين أو المرسن (الاسم العلمي: Myrsine)، جنس مُزهرة نباتات من فصيلة الربيعية. تم وضعها سابقًا في فصيلة الكتميات قبل دمجها في الربيعية. توجد في جميع أنحاء العالم تقريبا، في المقام الأول في المناطق الاستوائية وشبه الاستوائية. يحتوي الجنس على حوالي 200 نوع.